# 叛乱：沙漠风暴
《叛乱：沙漠风暴》是由New World Interactive开发，Focus Home Interactive发行的多人战术第一人称射击游戏。该作于2016年2月宣布登陆Microsoft Windows，但PlayStation 4和Xbox One版本则还在无限期推迟发售，直到在2021年9月29日才发售。该游戏是2014年电子游戏《叛乱》的续作， 《叛乱：沙漠风暴》于2018年12月12日正式在PC平台上发售，但推迟了各家用机版本、macOS和Linux版本的发售。2019年12月，官方宣布取消Linux和macOS版本。
《叛乱：沙漠风暴》因其逼真的游戏玩法、关卡设计、声音设计、氛围、图形和流畅的动作动画而获得了广泛好评，但因其技术层面的优化问题而受到批评，并且不少玩家对劇情模式的取消感到遗憾。 游戏的PlayStation 4、PlayStation 5、Xbox One和Xbox Series X/S版本于2021年9月29日发售。

## 游戏玩法
《叛乱：沙漠风暴》的核心玩法于前作相似，但该作缩减了HUD界面的数量，将健康值、弹药数或小地图界面隐藏。叛乱系列具有较慢的节奏且逼真的游戏玩法，并带有真实战场激烈的瞬间和感受。游戏的武器的极为致命，将更加着重于团队合作。《叛乱：沙漠风暴》改进了视觉效果，新加入火力支援、夜视、玩家进阶系统、角色定制、外观解锁以及更大的地图和可驾驶车辆。
首席设计师Michael Tsarouhas称设计此游戏时，是在武装突袭和战术小队等军事模拟游戏与使命召唤等动作射击游戏之间“找到平衡”，以使流畅的动作体验和真实度兼容。
进入游戏后，玩家可以选择教程来学习如何游玩游戏。 玩家有补给点数可以花在武器的选择和改装上，但这也会影响负重和行走速度。 玩家可扮演两种虚构的阵营：“安全部队”（大致参考于美国特种作战司令部和库尔德人民保护部队，也包括其中的女性武装成员）和“叛乱份子”（大致参考于伊斯兰国）。

### 游戏模式
总共有六个在线游戏模式和两个合作游戏模式。

#### 在线游戏模式
- 推进模式（Push）：进攻方必须按顺序占领或摧毁三个或四个领土目标。 每占领或摧毁一个目标，就将获得更多的增援数，并给予更多的时间来占领或摧毁下一个目标。 防守方必须保护目标不受进攻方的占领或摧毁。 如果进攻方能够占领或摧毁所有三个或四个目标，则他们必须找到最后一个目标点。在这一个目标点上，防守方仍有一次机会可以防御进攻方。 当任一支队伍的援军数、人员或时间耗尽后，比赛就将结束。
- 交战模式（Firefight）：两队阵营都必须互相交战直到占领全部三个领土目标为止。每名玩家只有一次生命，并且只能在其团队占领目标后才能重生。当整个团队被淘汰或三个目标皆被占领后，那么将会有一个团队获胜。
- 前线模式（Frontline）：这个模式的玩法为双向推进，两队阵营必须逐个占领目标，然后摧毁敌人的物资。每个团队都必须占领敌人的目标，同时保卫自己的目标不被占领。 每次占领目标后，团队都会获得新的增援点数，并补给给团队使用。此模式在1.4版本更新中被添加到可游玩模式。[8]
- 统治模式（Domination）：与交战模式类似，需要占领三个目标点。每占领一个目标点，团队就会获得胜利点，而达到满点数的团队最终将获胜。在该模式死亡后，玩家会立即在地图上随机点位置重生。此模式在1.5版本更新中被添加到可游玩模式。[9]
- 竞争模式（Competitive）：5v5的竞技模式，装备成本较高且可使用的类别也不同。
- 限时游戏模式（Limited time playlist）：此模式在1.4版本更新中被添加到可游玩模式，作为街机模式的替代。该限时游戏模式每周都会更新不同的游戏模式，可游玩的游戏模式也通常是游戏中已存在的模式，但是会稍作增加一些修改，例如“仅限栓动步枪”或“死亡后掉雷”。

#### 合作游戏模式
- 检查点模式（Checkpoint）：玩家被分配在一个统一的阵营对抗敌对的AI阵营，并完成基于任务的目标。 每完成一个目标都可以复活已死亡的玩家。
- 前哨模式（Outpost）：这个模式可以理解为“反向检查点模式”，玩家必须防御AI的进攻，而不是进攻AI。 总共需要支撑七波攻击，在第二波、第四波和第六波攻击中，将随机分配一组特殊敌人到正常敌人的队伍中。这些特殊敌人包括：

1. 炸裂者（Bangers）：主要装备黄油枪和闪光弹，身高体积小，移动速度快，很难被玩家击中。
2. 掷弹兵（Grenadiers）：主要装备并投掷大量的破片手雷压制玩家。
3. 冲击者（Blasters）：主要装备MG3机枪压制玩家，身高体积大，有较高的生命值，具有更好的视野。
4. 火箭兵（Rocketmen）：主要装备RPG-7火箭发射器，并从远处攻击玩家，有时甚至在近距离攻击。
5. 自杀炸弹袭击者（Suicide Bombers）：主要装备IED简易爆炸装置，通过冲向玩家并引爆炸弹实现攻击玩家的效果。

在最后一波攻击中，会将特殊敌人和正常敌人分配在一起，进行一次大规模攻击。 每成功活过一回合，玩家就会得到两个装备补给点数。

#### 被移除的游戏模式
- 小型冲突战模式（Skirmish）：两个队伍都必须占领三个目标点，而且每个团队也有一个战略目标（军火库）来保护，胜利条件为必须摧毁军火库或成功占领所有三个目标点，规则总体跟交战模式类似。 从1.4.1版本开始，此游戏模式就已经被移除。 开发人员称，小型冲突战模式在玩家群中并不是很受欢迎，删除该模式会减少一部分进入服务器的排队等待时间，并使开发人员可以专注于维护更流行的游戏模式。[10]
- 街机模式（Arcade）：此模式包含了一些新的休闲游玩模式，例如团队死亡竞赛（Team Deathmatch）。在1.4版本更新中，此模式已被“限时游戏模式”所替换。

## 游戏地图
“Tell”棘手的近距离巷战跟其他地图不同，它将所有人聚集在一起，进一步加快了近距离战斗行动的节奏感。玩家不仅可以装备全新下挂式散弹枪进入战斗，喜爱策略战斗的玩家也可以在这张地图上四处导航或找到适合夹击的路线。

## 反响
《叛乱：沙漠风暴》逼真的游戏玩法和代入感十足的声音设计赢得了众多游戏媒体好评。VG247将《叛乱：沙漠风暴》评为“年度最佳多人游戏之一”，并多次赞扬其音效设计：“我永远不会忘记游戏里惨烈的尖叫声。”IGN给了《叛乱：沙漠风暴》88分的分数，并评价：“这款游戏真正在真实与娱乐之间找到了平衡，尽管地图边界做的还不够清晰”。PCGamer给出的游戏评分是85分，称其为“令人恐惧”。 综合游戏评价汇聚网站Metacritic的评论显示，这款游戏整体上获得了“总体好评”的评价。
同时《叛乱：沙漠风暴》的优化也受到了一些批评，Worth Play评价称：“在激烈的战斗场景中，你的中央处理器热的就像可以烤肉。”游戏同时也受到了PCGamesN更为激烈批评：“游戏在选题和UI设计上完全都落后于时代，而且游戏中那些无名的交战地点，无名的交战冲突，使游戏完全没有代入感”。该媒体并为计划中的讲述伊拉克女战士穿越饱受战争的国土的剧情战役的取消感到遗憾并评价到：“错失这样一个好剧本真是一场悲剧。”